# يان كلارك (ملحن)
يان كلارك (بالإنجليزية: Ian Clarke)‏ هو ملحن بريطاني، ولد في 4 فبراير 1964.

## وصلات خارجية
- يان كلارك على موقع ميوزك برينز (الإنجليزية)